# Eva Melicharová
Eva Melicharová (* 20. února 1970) je bývalá česká a československá profesionální tenistka. Ve své kariéře na okruhu WTA Tour vyhrála dva turnaje ve čtyřhře a třikrát se probojovala do finále deblu.
Na žebříčku WTA byla nejvýše ve dvouhře klasifikována v červnu 1993 na  234. místě a ve čtyřhře pak v lednu 1998 na 47. místě.

## Finálové účasti na turnajích WTA Tour

### Čtyřhra: 5 (2–3)
| Legenda           |   |
| Grand Slam        | 0 |
| WTA Championships | 0 |
| Tier I            | 0 |
| Tier II           | 0 |
| Tier III          | 1 |
| Tier IV & V       | 1 |

| Stav       | Č. | Datum           | Turnaj           | Povrch  | Spoluhráčka         | Soupeřky ve finále                     | Výsledek      |
| Finalistka | 1. | 12. května 1996 | Budapešť         | antuka  | Radka Bobková       | Katrina Adamsová Debbie Grahamová      | 3–6, 6–7      |
| Finalistka | 2. | 16. února 1997  | Linec            | koberec | Helena Vildová      | Alexandra Fusaiová Nathalie Tauziatová | 6–4, 3–6, 1–6 |
| Vítězka    | 3. | 22. června 1997 | Rosmalen         | tráva   | Helena Vildová      | Karina Habšudová Florencia Labatová    | 6–3, 7–6      |
| Vítězka    | 4. | 3. srpna 1997   | Maria Lankowitz  | antuka  | Helena Vildová      | Radka Bobková Wiltrud Probstová        | 6–2, 6–2      |
| Finalistka | 5. | 20. června 1998 | 's-Hertogenbosch | tráva   | Cătălina Cristeaová | Sabine Appelmansová Miriam Oremansová  | 7–6, 6–7, 6–7 |

## Umístění na žebříčku WTA ve dvouhře (konec roku)
| Rok    | 1989 | 1990   | 1991   | 1992   | 1993   | 1994   | 1995   | 1996   |
| Pořadí | 416. | ▲ 369. | ▲ 272. | ▲ 269. | ▲ 251. | ▼ 491. | ▲ 291. | ▼ 511. |